# Ljustorps distrikt
Ljustorps distrikt är ett distrikt i Timrå kommun och Västernorrlands län. Distriktet ligger omkring Ljustorp i östra Medelpad. 

## Tidigare administrativ tillhörighet
Distriktet inrättades 2016 och utgörs av Ljustorps socken i Timrå kommun.
Området motsvarar den omfattning Ljustorps församling hade 1999/2000.

## Tätorter och småorter
I Ljustorps distrikt finns en småort men inga tätorter. 

### Småorter
- Ljustorp